# Cerkiew św. Mikołaja w Zyndranowej
Cerkiew pod wezwaniem św. Mikołaja Cudotwórcy – prawosławna cerkiew parafialna w Zyndranowej, w dekanacie Sanok diecezji przemysko-gorlickiej Polskiego Autokefalicznego Kościoła Prawosławnego.
Świątynia znajduje się w centrum wsi.
Budowla murowana, trójdzielna (kruchta, nawa, prezbiterium), w stylu łemkowskim. Wzniesiona w latach 1983–1985, poświęcona w sierpniu 1985. Była pierwszą cerkwią zbudowaną na Łemkowszczyźnie po II wojnie światowej. W 2015 nad wejściem do świątyni umieszczono kopułkę.

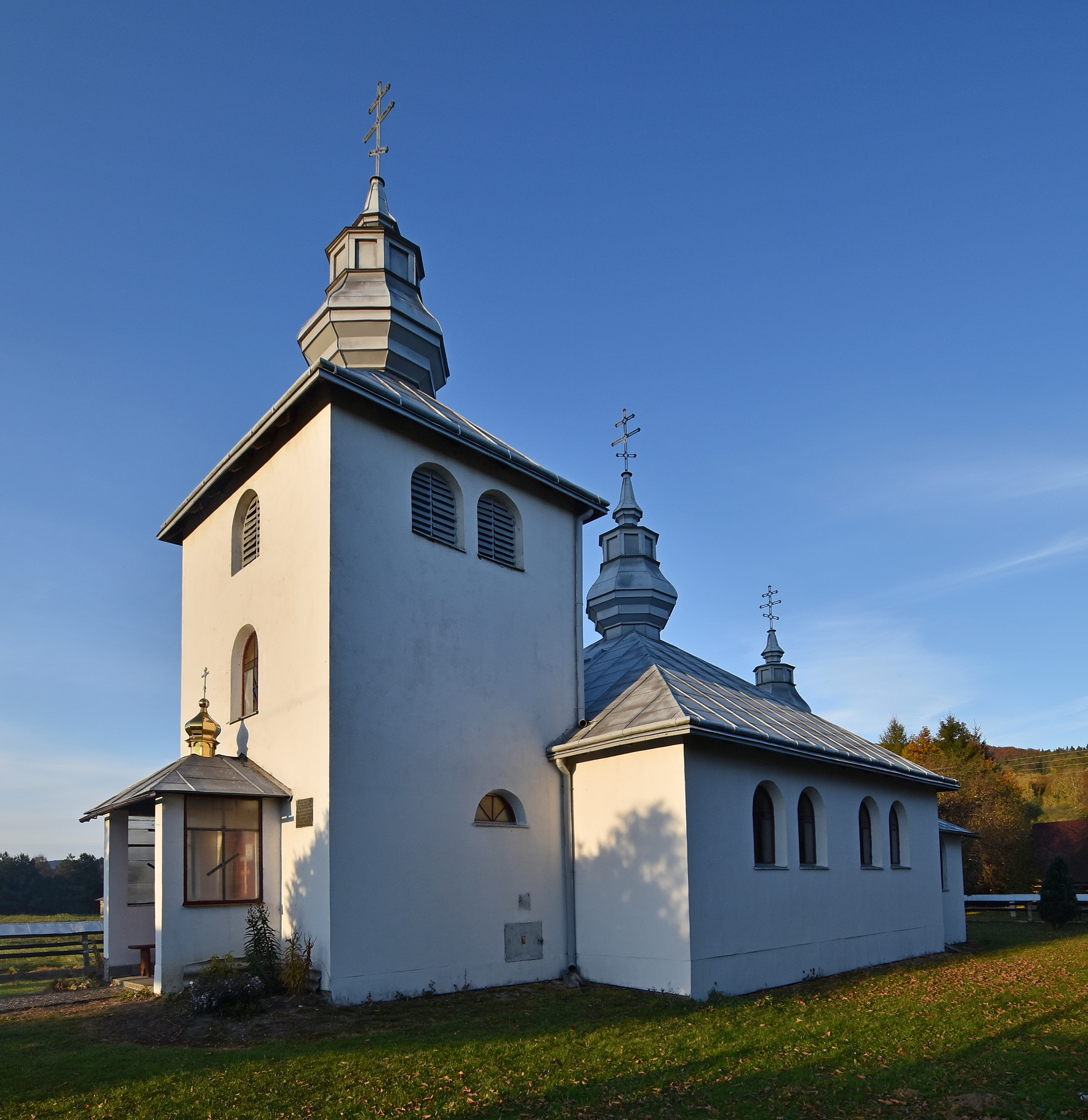
Elewacja frontowa
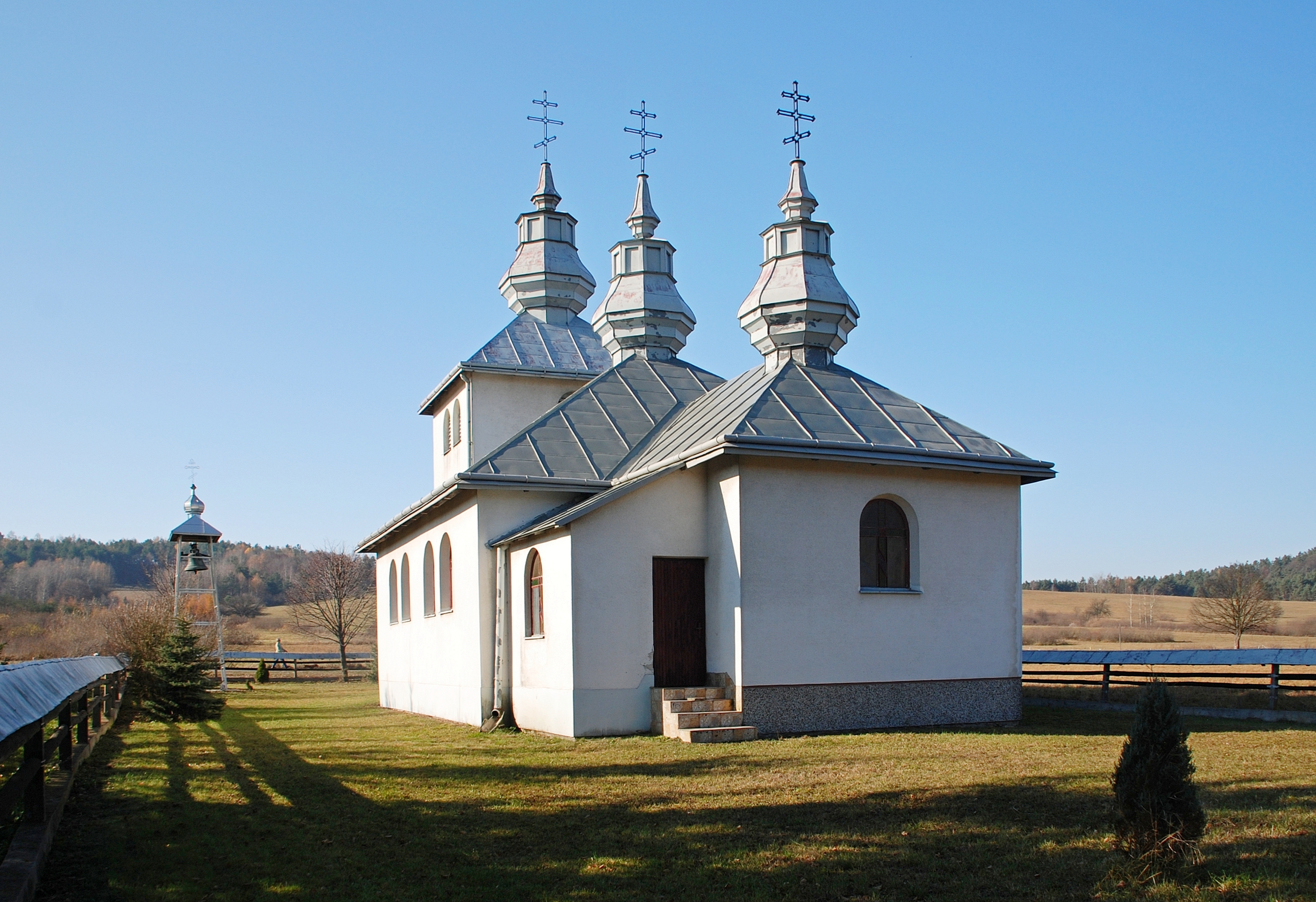
Widok od prezbiterium
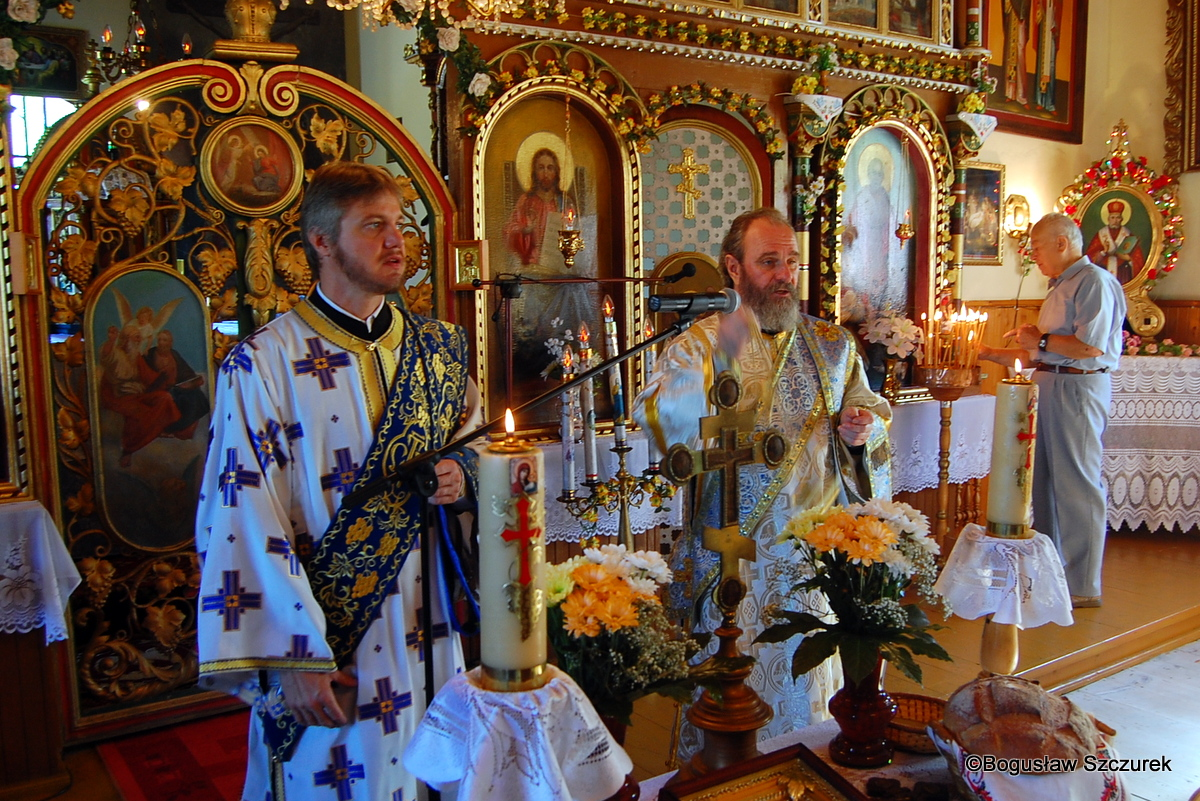
Fragment wnętrza cerkwi

W trakcie uroczystości w dniu 30 sierpnia 2015 (z udziałem arcybiskupa lubelskiego i chełmskiego Abla oraz biskupa gorlickiego Paisjusza), upamiętniającej 30-lecie oddania do użytku i poświęcenia cerkwi, świątynia została ponownie konsekrowana.